# Varbó
Varbó község Borsod-Abaúj-Zemplén vármegyében, a Miskolci járásban.

## Fekvése
Miskolctól északnyugatra fekszik, a Tardonai-dombság területén, a Nyögő-patak völgyében. A további szomszédos települések: északkelet felől Kondó, kelet felől Parasznya, nyugat felől pedig Mályinka és Tardona.

### Megközelítése
Zsáktelepülés, közúton csak Parasznya felől érhető el, a 2517-es útból kiágazó 25 135-ös számú mellékúton. Határszélét délnyugaton érinti még a Miskolcról Dédestapolcsányra vezető 2513-as út is.

## Címerének leírása
Címerében egy faágon álló galamb látható, mely csőrében ágacskát tart.

## Története
A község neve egy 1303-ból származó oklevélben tűnik föl először, mint az Ákos nemzetségbeliek birtoka. Varbót ebben az időben tardonai határát kivéve teljesen a diósgyőri vár földjei vették körül.
1303-ban az Ákos nemzetségből származó Iriney fia István nádor birtoka volt, aki Varbót egyik hívének: Ladomerius fia István ispánnak adta, kivéve fia Miklós mester részét és határát is leíratták.
A török uralom alatt lakói a református hitre tértek át.
1910-ben 866 lakosából 861 magyar volt. Ebből 78 római katolikus, 772 református, 13 izraelita volt.
A 20. század elején Borsod vármegye Sajószentpéteri járásához tartozott.

## Közélete

### Polgármesterei
- 1990–1994: Dr. Barzó József (független)[4]
- 1994–1998: Kovács János (független)[5]
- 1998–2002: Kovács János (független)[6]
- 2002–2006: Fodor Gyula (független)[7]
- 2006–2010: Üveges Géza (független)[8]
- 2010–2014: Üveges Géza (független)[9]
- 2014–2019: Üveges Géza (független)[10]
- 2019–2024: Czakó Norbert (független)[11]
- 2024– : Czakó Norbert (független)[1]

## Népesség
A település népességének változása:
| Lakosok száma | 1092 | 1085 | 1069 | 1072 | 1023 | 1036 | 1002 |
|               | 2013 | 2014 | 2015 | 2021 | 2022 | 2023 | 2024 |

2001-ben a település lakosságának közel 100%-a magyar nemzetiségűnek vallotta magát.
A 2011-es népszámlálás során a lakosok 87,1%-a magyarnak, 0,6% cigánynak, 0,3% lengyelnek, 0,2% németnek, 0,2% szlováknak mondta magát (12,8% nem nyilatkozott; a kettős identitások miatt a végösszeg nagyobb lehet 100%-nál). A vallási megoszlás a következő volt: római katolikus 7,1%, református 56%, görögkatolikus 2,4%, felekezeten kívüli 11,1% (20,7% nem válaszolt).
2022-ben a lakosság 86%-a vallotta magát magyarnak, 0,4% cigánynak, 0,1% németnek, 0,1% ruszinnak, 0,1% szlováknak, 2% egyéb, nem hazai nemzetiségűnek (13,9% nem nyilatkozott; a kettős identitások miatt a végösszeg nagyobb lehet 100%-nál). Vallásuk szerint 6,5% volt római katolikus, 37,4% református, 2% görög katolikus, 3,4% egyéb keresztény, 0,1% evangélikus, 0,1% izraelita, 11,2% felekezeten kívüli (38,8% nem válaszolt).

## Neves személyek
- Itt született 1921-ben Gergely Mihály József Attila-díjas magyar író, újságíró.

## Nevezetességei
- 1809-ben épült barokk stílusú református templom
- Fónagyság nevű részen található egy erdészeti oktatóbázis.
- A Falumúzeumot egy 1930-as években épült parasztházban rendezték be.
- Az Andó-kúti Erdei Tanösvény a közelben található.
- A varbói víztározó horgászásra alkalmas.
- A településen két fokozottan védett barlang található, a Gyurkó-lápai-barlang és a Szamentu-barlang.